# 1 Samodzielny Dywizjon Strzelców Granicznych
1 Samodzielny Dywizjon Strzelców Granicznych – jednostka organizacyjna Strzelców Granicznych w II Rzeczypospolitej.

## Formowanie i zmiany organizacyjne
28 maja 1920 zarządzeniem ministerstwa Spraw Wojskowych nakazano sformowanie 1 samodzielnego dywizjonu Strzelców Granicznych. Planowano bowiem przekazanie do DOG „Pomorze” całego 10 pułku Strzelców granicznych z zadaniem ochrony granicy polsko-gdańskiej i granicy morskiej. Odcinek granicy DOG „Grodno” z Prusami miał przejąć właśnie 1 sdStG. 1 samodzielny dywizjon powstał przez wydzielenie dowództwa dywizjonu oraz 4 szwadronów ze szwadronu szkolnego. Organizatorem  dywizjonu z rozkazu  Dowództwa Strzelców Granicznych był major Manżett. Przybył on 3 czerwca 1920 do Suwałk i rozpoczął jego formowanie. Zalążek stanowiło 2 oficerów 10 podoficerów i 400 rekrutów rozdzielonych na dwa szwadrony. Wobec braku wyposażenia, którego to nie dostarczył ani 10 pStG, ani DOG „Grodno”, termin zakończenia formowania – 15 czerwca nie został dotrzymany.